# Carl von Oertzen (Verwaltungsbeamter, 1788)
Carl Ernst Friedrich Helmuth von Oertzen (* 27. Juni 1788 in Kotelow; † 15. Mai 1837 in Brunn (Mecklenburg)) war ein deutscher Verwaltungsbeamter und mecklenburgischer Rittergutsbesitzer.

## Leben
Carl von Oertzen (Nr. 391 der Geschlechtszählung) war ein jüngerer Sohn des Vizelandmarschalls und Gutsbesitzers Adolf Friedrich (Carl) von Oertzen (1747–1796; #385) und dessen Frau Ida Margarethe Ernestine, geborene von Dewitz (* 1749). Er wuchs in Kotelow und nach dem Tod seines Vaters 1796 in Neustrelitz auf. Er erhielt zunächst Hausunterricht und besuchte später das Gymnasium Carolinum (Neustrelitz). Er wechselte an das Gymnasium zum Grauen Kloster in Berlin, an dem er das Abitur erlangte. Ab 1807 studierte er an der Georg-August-Universität Göttingen und der Ruprecht-Karls-Universität Heidelberg Rechtswissenschaft. 1809 wurde er Mitglied des Corps Vandalia Göttingen. 1810 schloss er sich dem Corps Vandalia Heidelberg an. Nachdem er sein ererbtes Gut Wittenborn verkauft hatte, erwarb er 1812 das Gut Brunn und war damit Erbherr auf Brunn, Kotelow und Vorwerk. 1815 war er Mitstifter der St. Johannis-Loge „Zum Friedensbunde“ in Neubrandenburg. 1828 wurde er Kammerherr und als einer der drei Landräte des (Teil-)Herzogtums Mecklenburg-Güstrow Mitglied des Direktoriums von mecklenburgischen Landtagen und Landeskonventen. Die Verbesserung der verkehrstechnischen Anbindung des Strelitzschen an Rostock war sein besonderes Verdienst. Von 1828 bis 1837 war von Oertzen Mitglied der Hauptdirektion des Mecklenburgischen Ritterschaftlichen Kreditvereins. 1834 wurde er Mitglied der Visitationskommission des Oberappellationsgerichts.
Carl von Oertzen war ein passionierter Lepidopterologe. Seine etwa 1800 Schmetterlinge umfassende Sammlung galt zu seinen Lebzeiten als größte und bedeutendste Sammlung ihrer Art in Norddeutschland. Nach dem Tod seiner Witwe übergaben seine Nachkommen die Sammlung 1876 dem Regionalmuseum Neubrandenburg, wo sie in der Nachkriegszeit nach dem Zweiten Weltkrieg in Deutschland fast vollständig verlorenging. Letzte Reste der Sammlung befinden sich heute im Müritzeum.

## Familie
Oertzen heiratete am 11. August 1812 in Brunsdorf Wilhelmine von Dewitz (1792–1875), eine Tochter des Geheimerrats- und Kammerpräsidenten von Mecklenburg-Strelitz, Otto Ulrich von Dewitz. Das Paar hatte mehrere Kinder:
- Wilhelmine (1813–1826)
- Ida (1814–1909) ⚭ 1849 Gustav Graf von Schwerin († 1864), Herr auf Schojow
- Karl (1816–1893), Herr auf Kotelow, Landrat und Reichstagsabgeordneter ⚭ 1841 Bertha von Berlepsch (1819–1896)
- Hermann (1817–1858), Herr auf Repnitz ⚭ 1842 Wilhelmine Koch (1818–1855)
- Auguste (1818–1826)
- Rudolph (1819–1893), preußischer Landrat

⚭ 1849 Lilla von Lützow (1822–1866)
⚭ 1873 Mathilde von der Dollen (* 1845)
- Heinrich (1820–1897), Herr auf Brunn und Reichstagsabgeordneter

⚭ 1847 Luise von Berlepsch (1825–1880)
⚭ 1882 Johanna Boccius (* 1848)
- Marie (* 1822) ⚭ 1847 August von der Lühe († 1883), Herr auf Schabow
- Gustav (1824–1900), preußischer Landrat ⚭ 1851 Klara von Alvensleben (* 1832), Tochter von Ludwig von Alvensleben
- Adolf (1825–1857), Herr auf Dorow ⚭ 1852 Anna Gräfin von Reichenbach-Goschütz (1828–1904), Eltern von Victor von Oertzen, preußischer Generalleutnant
- Georg (1829–1910), Diplomat und Schriftsteller ⚭ 1869 Nathalie von Wahl (* 1844)
- Ottilie (1830–1908) ⚭ 1852 Eberhard von der Decken (1812–1871), preußischer Generalmajor
- Hugo (1835–1907), Herr auf Alt- und Neu-Vorwerk ⚭ 1860 Adelheid von der Decken (1838–1926)